# 波伊里诺
波伊里诺（義大利語：Poirino），是意大利都灵省的一个市镇。总面积75平方公里，人口10253人，人口密度136.7人/平方公里（2009年）。ISTAT代码为001197。